# Lollobrigida
Lollobrigida, znana tudi kot VIS Lollobrigida  (VIS je v hrvaškem jeziku kratica za "skupina", pogosto uporabljena v 1970-ih) ali Lollobrigida Girls, je slovensko-hrvaška synthpop skupina, ki izhaja iz Zagreba. Skupina je bila prvotno samo hrvaška, a so se leta 2008 skupini pridružili Kleemar, David Halb in Jernej Šavel, ki so Slovenci.

## Člani
- Ida Prester — vokal
- Petra Cigoj — vokal
- Kleemar — klaviature
- Jernej Šavel — bas kitara
- Ivan Levačić - Levi — bobni
- Marko Turkalj — kitara

## Zgodovina

### Zgodnja leta
Kot dvojec sta Ida Prester in Natalija Dimičevski prvič na večjem koncertu v javnosti nastopili junija 2003 v študentskem klubu KSET kot preskupina za nemškega glasbenika z imenom Mambo Kurt. Tam sta takoj vzbudili zanimanje znotraj zagrebške underground glasbene scene.
V izvirni postavi sta bili samo Ida Prester in Natalija Dimičevski, ki sta peli in igrali bas kitaro ob računalniško proizvedeni glasbeni podlagi. Februarja 2004 sta nastopili kot skupina na nabito polnem koncertu v zagrebškem Študentskem centru. Po tem sta podpisali pogodbo s slovensko založbo Menart Records in z DOP Records.
Junija 2004 je skupina Lollobrigida nastopila na tretji zagrebški paradi ponosa.
Skupinin prvi singl, "Party", je bil izdan septembra 2004. Kmalu je postal uspešnica in skupina, ki je bila prej samo underground fenomen, je postala znana, najprej na Hrvaškem, kasneje pa še v sosednjih državah. Omembe vredno medijsko pokrivanje hrvaških medijev, vključno s tiskom, radiem in televizijo, izid anti-praznične pesmi "Nesretan božić" in nastop na velikem rock koncertu Fiju Briju v Zagrebu so omogočili, da je Lollobrigida vzdrževala velik interes javnosti do izida njihovega debitantskega albuma Cartoon Explosion maja 2005. Dekleti sta promovirali album s ponovnim nastopom v klubu KSET, kot uvodna skupina pa je nastopil hip hop dvojec Bitcharke na travi iz Beograda.

### VIS Lollobrigida
Leta 2006 je Lollobrigida do neke mere preoblikovala svoj glasbeni in odrski koncept. Natalija Dimičevski je zapustila skupino. Več inštrumentalistov, ki so igrali klaviature, kitaro in bas kitaro, so se pridružili skupini in dodali nove lastnosti zvoku elektronskega ozadja. V nasprotju z Ido Prester, ustanoviteljico in stalno članico, so se ostali člani menjali precej pogosto. Imenu skupine je bila dodana kratica VIS (neke vrste sentimentalen poklon pop-rock glasbi iz socialističnih časov). Tistega leta je Lollobrigida začela delati na svojem novem albumu, Lollobrigida Inc., ki je bil izdan maja 2008 po promocijskem koncertu v klubu Tvornica v Zagrebu.
Leta 2005 je izšel singl "Bubblegum Boy". Kmalu zatem je videospot te pesmi predvajala MTV Adria in mnogo drugih lokalnih TV kanalov. Leta 2006 je skupina svojo popularnost še povečala, tako da je izdala singl in videospot "Moj dečko je gay" ("Moj fant je gay"). V letu 2008, nekaj mesecev pred izidom albuma, je izšel singl (in videospot) "Miss Right and Mr. Wrong" in dosegel vrhove veliko hrvaških glasbenih lestvic. Junija 2009 je izšel videspot za singl "Volim te" in bil na vrhu seznama Pure MTV Adria. Novembra 2009 je bila na MTV Adria tudi angleška verzija videospota pesmi "Volim te".
Leta 2010 je skupina izdala singl in videspot "Bivša djevojka" ("Bivša punca") in v letu 2011 sta izšla še singla "Kompjuter" in "Sex on TV, Sex on the Radio". V raznih intervjujih v hrvaških medijih je Ida Prester oznanila, da skupina dela na svojem tretjem albumu. Takoj pred njegovo promocijsko turnejo je izšel še singl "Malo vremena" ("Malo časa"). Tretji album skupine, Pilula, je bil premierno predstavljen 21. januarja 2012 na koncertu v klubu Tvornica v Zagrebu. Junija 2012 je izšel singl in videospot "Ja se resetiram" in bil takoj deležen mednarodne pozornosti.

## Glasbeni slog
Besedila, glasba in nastop na odru so pri komunikaciji skupine z občinstvom enako pomembni elementi. Njihova glasba je bila opisana kot "iskrena", "preprosta" in "izvirna", po žanru pa kot synthpop, pop in tudi dance-punk, navdih pa črpajo iz post-punk in novovalovskih skupin 70-ih in 80-ih. Vsa besedila skupine piše vokalistka in edina stalna članica Ida Prester, ki je tudi glavna avtorica glasbene podlage. Kot soavtorji so bili navedeni tudi Dalibor Platenik, DJ Ludwig, Zoran Pleško in Lora Šuljić.
Glasbeni kritiki so izrazili veliko različnih mnenj: nekateri zanikajo kakršnokoli glasbeno vrednost (med drugimi tudi Mladinin novinar Veljko Njegovan), spet drugi pa pravijo, da je »Lollobrigida največja stvar, ki jo je Hrvaška prispevala mednarodni glasbeni sceni zadnjih nekaj let.« V izvodu angleške revije Time Out, ki je se osredotočal na življenje na Hrvaškem, je bila skupina Lollobrigida omenjena kot ena izmed 115 najbolj izstopajočih ljudi in mest sodobne hrvaške kulture.

## Nastopi
Že od samega začetka je imela skupina koncerte na Hrvaškem, v Srbiji, Sloveniji, Bosni in Hercegovini, na Madžarskem in v Makedoniji. 1. septembra 2009 je MTV Adria nominirala Lollobrigido za Best Regional Act Award (poleg skupin Darkwood Dub, Dubioza kolektiv, Elvis Jackson in Superhiks). Na podlagi spletnega glasovanja je bilo 12. oktobra razglašeno, da je zmagala skupina Lollobrigida. Nagrado je članom skupine podelil Momčilo Bajagić – Bajaga na prireditvi MTV Europe Music Awards 2009, ki je potekala 5. novembra 2009 v Berlinu v areni O2. Po podelitvi je v naslednjih tednih skupina nastopila v Zagrebu, Beogradu, Novem Sadu, Ljubljani in Splitu. Koncerta v Beogradu (Dom omladine, 18. december 2009) in Ljubljani (Kino Šiška, 15. januar 2010) so kritiki in oboževalci posebej pohvalili.
Skupina tudi vsako leto nastopi na Festivalu Exit, kjer velja za stalnico. Od leta 2005 dalje je nastopila vsako leto, razen 2011. Leta 2012 so po prejšnjeletnem izostanku na Festivalu Exit so nastopili celo na glavnem odru (Main Stage), nastopili pa so tudi na Festivalu Lent v Mariboru in na Schengenfestu v Vinici. Tistega leta so tudi sodelovali pri Projektu R.E.M. – v okviru projekta so posneli in 8. septembra na Kongresnem trgu v Ljubljani tudi v živo odigrali priredbo pesmi "Shiny Happy People".

## Diskografija

### Albumi
- Cartoon Explosion (2005)
- Lollobrigida Inc. (2008)
- Pilula (2012)

### Singli
- "Party" (2004)
- "Nesretan božić" (2004)
- "Straight Edge" (2005)
- "Bubblegum Boy" (2005)
- "Ružna djevojka" (2005)
- "Moj dečko je gej" (2006)
- "Mrs. Right and Mr. Wrong" (2008)
- "Volim te" (2009)
- "Bivša cura" (2010)
- "Kompjuter" (2011)
- "Sex on TV, Sex on the Radio" (2011)
- "Malo vremena" (2012)
- "Ja se resetiram" (2012)
- "Pilula" (2012)
- "Stroboskop" (2013)
- "Reklama" (2013)
- "Zašto?" (2014)
- "Najbolji život" (2014)
- "Kontrola" (2015)
- "Tvoja" (2016)